# Lista över kommuner i provinsen Salerno

Provinsen Salernos läge i Kampanien i Italien.

Lista över 158 kommuner i provinsen Salerno i Italien.
Automatiskt genererad lista (förklaring)